# 던컨 (맥베스)

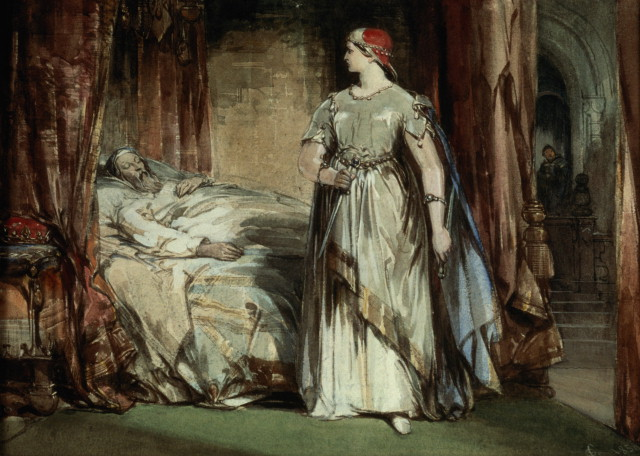

던컨(Duncan)은 셰익스피어의 희곡 『맥베스의 비극』의 등장인물이다. 맬컴과 도널베인이라는 젊은 아들 두 명이 있는 늙은 왕으로, 믿었던 대장군 맥베스에게 시해당한다.
셰익스피어의 던컨 왕은 기본적으로 실존했던 알바 국왕 돈카드 막 크리난을 모델로 만들어진 것이다. 실존인물 돈카드 1세는 젊은 왕이었고 맥베스의 모델인 머리 백작 막 베하드를 먼저 공격했다가 전사한 인물이었다. 하지만 셰익스피어의 던컨은 역사와 정반대로 각색되어 지혜롭고 관대한 노왕으로, 던컨이 맥베스에게 살해당함으로써 나라가 혼란에 빠지는 것으로 묘사된다.